# Matos Costa
Matos Costa es un municipio brasileño del estado de Santa Catarina. Tiene una población estimada al 2022 de habitantes. Localizada en la frontera con el Estado de Paraná, pertenece a la Región metropolitana de Contestado.

## Toponimia
El nombre es en honor a João Teixeira de Matos Costa, militar y oficial en la Guerra del Contestado.

## Historia
Nacida con el nombre de São João dos Pobres, creció a partir del 1910 con la instalación del Ferrocarril São Paulo-Río Grande, cuya estación local São João fue destruida en la Guerra del Contestado.
Se emancipó como municipio el 23 de abril de 1962.